# Thiền tông
Thiền tông (giản thể: 禅宗; phồn thể: 禪宗; bính âm: Chánzōng, tiếng Nhật: Zenshū (禅宗)), còn gọi là Phật Tâm tông, Tổ sư Thiền hay Tối Thượng thừa. Đây là một tông phái Phật giáo Đại thừa xuất phát từ 28 đời Tổ sư Ấn Độ và truyền bá lớn mạnh ở Trung Quốc. Tuy nhiên, các thiền sư trong Thiền tông tự coi tông phái mình tách biệt không thuộc Đại thừa hay Nguyên thủy. Thiền tông được Đức Phật Thích-ca đích thân truyền cho Ma-ha Ca-diếp làm Sơ tổ qua sự kiện "Niêm Hoa Thị Chúng", rồi từ đó mà tổ tổ tương truyền. Cho đến khoảng thế kỉ thứ 6, thứ 7, khi Bồ-đề-đạt-ma, lúc ấy là Tổ thứ 28 của Thiền tông Ấn Độ, đưa phép Thiền vào Trung Quốc, trở thành Sơ tổ của Thiền tông Trung Hoa. Nơi đây, Thiền tông trở thành một tông phái lớn, với mục đích là hành giả trực nhận được bản thể của sự vật và đạt giác ngộ, như Phật Thích-ca Mâu-ni đã đạt được dưới gốc cây Bồ-đề. Tông phái này được đưa vào Việt Nam từ Trung Quốc với tên gọi là Thiền tông, và qua Triều Tiên với tên gọi là Seon (선), hay Nhật Bản là Zen (禅).

## Ảnh hưởng

### Việt Nam

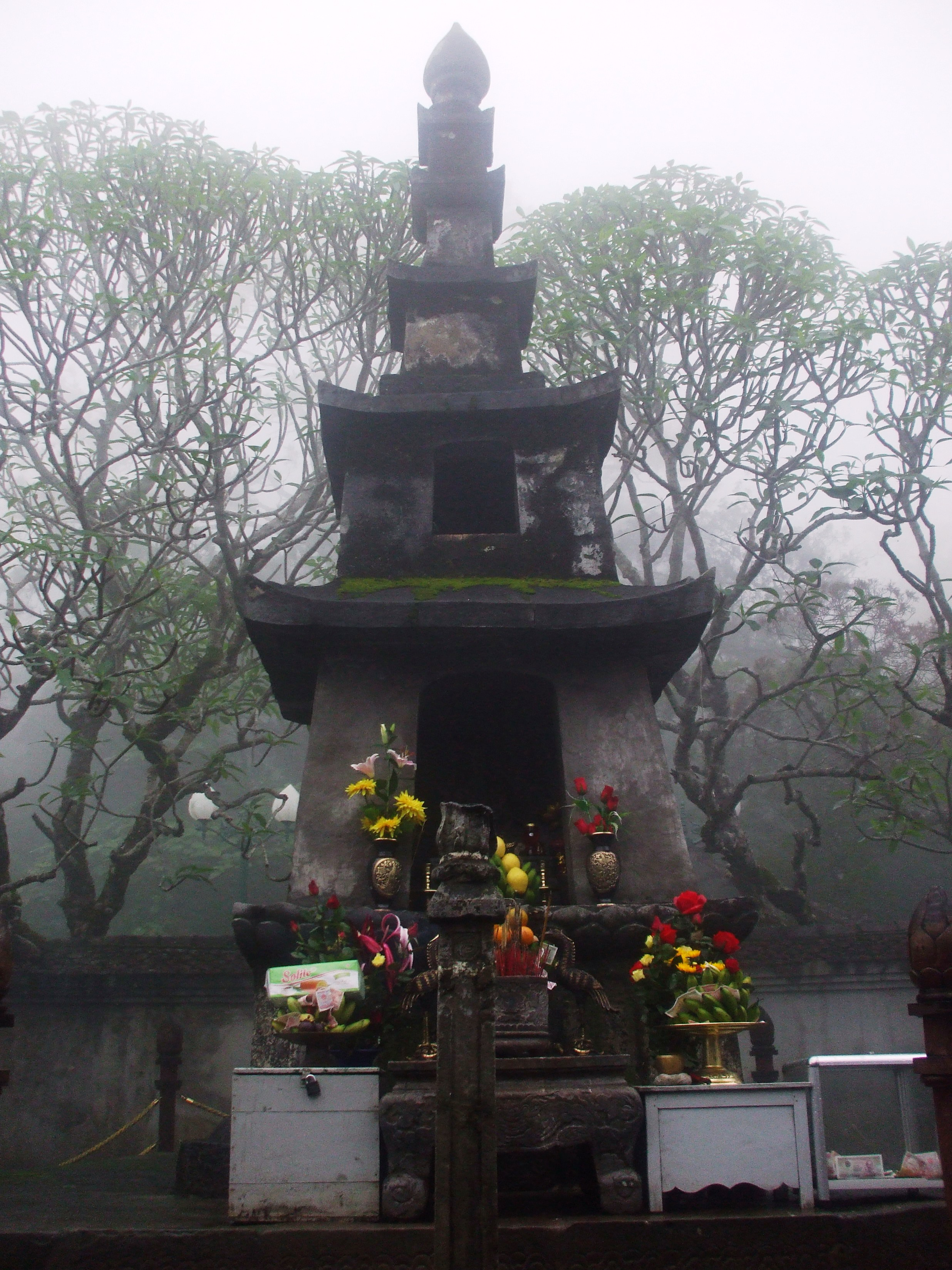
Tháp Huệ Quang, nơi thờ xá lợi của Phật Hoàng Trần Nhân Tông

Phật giáo truyền vào Việt Nam từ rất sớm, trước cả Trung Quốc với trung tâm Phật giáo quan trọng tại Luy Lâu. Và theo đó, Thiền tông Ấn Độ cũng được truyền bá vào Việt Nam trước tiên, với các thiền sư như Mâu Tử, Khương Tăng Hội, nổi danh tại Trung Quốc từ trước thời Bồ-đề-đạt-ma. Họ đều từng có nhiều năm tu tập tại Việt Nam trước khi truyền đạo tại Trung Quốc, chứng minh cho sự phát triển rực rỡ của Phật giáo tại Việt Nam ở thế kỷ thứ 2 và thứ 3. Tuy nhiên, các pháp thiền mà Khương Tăng Hội truyền bá như An Ban Thủ Ý (thiền quán hơi thở) chỉ mang tính chất là Thiền Tiểu Thừa chứ không phải Thiền tông.
Thiền tông Trung Quốc được truyền sang Việt Nam lần đầu bởi Thiền sư Tì-ni-đa-lưu-chi, người gốc Ấn Độ, môn đệ Tam tổ Tăng Xán. Thiền phái này được truyền qua 19 đời và có ảnh hưởng rất sâu rộng đối với các tầng lớp dân chúng, quý tộc. Tư tưởng chính là chú trọng tu tập theo Kinh điển Đại Thừa, Lục Độ Ba La Mật và Trí tuệ Bát Nhã, các phương pháp Thiền Quán.
Sau đó, đệ tử của Thiền sư Bách Trượng Hoài Hải là Vô Ngôn Thông (zh. 無言通, ?-826) sang Việt Nam truyền tông chỉ Thiền Nam tông của Lục Tổ Huệ Năng, với tính chất Dĩ Tâm Truyền Tâm và chủ trương Đốn ngộ. Thiền phái này được truyền qua 17 đời và cũng có ảnh hưởng rất sâu rộng trong quần chúng và giới trí thức.
Vân Môn tông được Thiền sư Thảo Đường (zh. 草堂, thế kỷ 11), đệ tử của Tuyết Đậu Trọng Hiển truyền sang Việt Nam. Sư vốn bị bắt làm tù binh khi vua Lý Thánh Tông chinh phạt Chiêm Thành đem về Thăng Long năm 1069. Sau vua đó phát hiện sư là thiền sư liền thả sư ra, tại đây, sư đã thành lập phái Thiền Thảo Đường và được phong làm Thảo Đường Quốc sư. Thiền phái Thảo Đường chủ trương dung hợp giữa Phật giáo và Nho giáo nên rất gần gũi với các tầng lớp trí thức và quý tộc, điều này đã làm ảnh hưởng nhiều tới Phật giáo thời Trần.
Đến thời Trần, Trần Nhân Tông tham vấn Thiền với Tuệ Trung Thượng Sĩ được đốn ngộ Phật tính, sau đó nhường ngôi vua cho con và xuất gia, hoằng pháp với hiệu là Trúc Lâm Đầu Đà, sáng lập Thiền phái Trúc Lâm Yên Tử mang đậm bản sắc của dân tộc Việt Nam. Là sự kết hợp và kế thừa Tư tưởng của ba thiền phái là Tì-ni-đa-lưu-chi, Vô Ngôn Thông, Thảo Đường. Ba vị tổ quan trọng nhất của Thiền phái này là Trần Nhân Tông, Pháp Loa, Huyền Quang.
Đến thế kỷ thứ 17, Tào Động tông được truyền sang Việt Nam qua Thiền sư Thông Giác Thủy Nguyệt (zh. 通覺水月, 1637-1704), đời thứ 31, tại Miền Bắc Việt Nam, ngài từng hành cước sang Trung Quốc tham học với Thiền sư Nhất Cú Trí Giáo và nối pháp tông Tào Động. Tông Tào Động cũng được Thiền sư Thạch Liêm (zh. 石溓, 1633-1704), đời thứ 29 truyền qua miền Trung Việt Nam, mang đậm tư tưởng Thiền Thoại Đầu và thuyết Tam giáo đồng nguyên.
Thời Lê Trung Hưng, Lâm Tế tông được hai thầy trò là Thiền sư Viên Văn Chuyết Chuyết và Minh Hành Tại Tại truyền vào Bắc Việt Nam. Từ thiền phái này đã sản sinh ra Thiền sư Chân Nguyên là người có công khôi phục dòng Thiền Trúc Lâm Yên Tử. Tông này cũng được Thiền sư Nguyên Thiều Siêu Bạch và các môn đồ như Thiền sư Minh Hoằng Tử Dung truyền vào Miền Trung và ảnh hưởng lan rộng khắp Miền Nam Việt Nam. Thiền sư Liễu Quán Thiệt Diệu là người có ảnh hưởng nhất của dòng Thiền này.
Hơn 150 năm nay, Thiền tông tại Việt Nam về tư tưởng đốn ngộ và các phương pháp tu tập đặc thù như Thiền công án, Thoại Đầu bị suy tàn và gần như không còn ảnh hưởng mấy nữa, Thiền tông bị dung nhập và thay thế bởi Tịnh độ tông, các sư tự nhận mình thuộc pháp hệ ở các Thiền phái hầu như đều tu theo Tịnh độ hoặc Mật tông, họ hầu như không biết gì về lối Thiền của chư tổ và tông chỉ, phương pháp hành trì. Hiện nay, Hòa thượng Thích Thanh Từ là người chủ trương khôi phục lại tinh thần của phái Thiền Trúc Lâm và xây dựng nhiều cơ sở Thiền viện và dạy các tăng chúng tu tập theo phương pháp Thiền Tri Vọng của Thiền sư Phong Khuê Tông Mật (tổ thứ năm của Hoa Nghiêm tông), hay Lục Diệu Pháp môn của Thiên Thai tông. Và cũng có Thiền sư Thích Duy Lực, đệ tử Hòa thượng Thích Hoằng Tu, cao tăng người gốc Hoa sang Chợ lớn, Sài Gòn hoằng pháp, thuộc dòng Tào Động hệ phái Cổ Sơn do ngài Vĩnh Giác Nguyên Hiền sáng lập, chủ trương đào tạo các đệ tử theo phương pháp Thiền Thoại Đầu của tông Lâm Tế, khá thịnh hành tại miền Nam Việt Nam, các băng giảng, tài liệu về Tham Thoại Đầu được xuất bản và đăng tải lên trên mạng rất nhiều và phù hợp đối với các hành giả những ai có hứng thú và ý nguyện muốn tu tập theo pháp môn này.

## Phương pháp tu tập

### Chỉ thẳng vào tâm
Trong lịch sử Thiền tông, có nhiều vị Thiền sư hành động kỳ lạ và trái với bình thường như đánh, hét, mắng chửi, dựng phất tử...để làm cho người tham học phát nghi tình. Vì người tham học không thể hiểu được ý của vị Thiền sư là gì nên từ đó mới phát khởi nghi tình một cách mãnh liệt. Đến khi nghi tình thành khối, chẳng thể bỏ nó được thì vị thầy, là người đã triệt ngộ, mới khéo dùng phương tiện (đánh, hét, chửi, câu nói,...) thích hợp thời cơ để cho người tham học được ngộ.

## Danh sách 33 vị Tổ Thiền tông

### Thiền tông tại Ấn Độ
(Xem thêm: Nhị Thập Bát Tổ)
1. Ma-ha-ca-diếp (zh. 摩訶迦葉, sa. mahākāśyapa)
2. A-nan-đà (zh. 阿難陀, sa. ānanda)
3. Thương-na-hòa-tu (zh. 商那和修, sa. śānavāsin)
4. Ưu-ba-cúc-đa (zh. 優婆掬多, sa. upagupta)
5. Đề-đa-ca (zh. 提多迦, sa. dhītika)
6. Di-già-ca (zh. 彌遮迦, sa. miśaka)
7. Bà-tu-mật (zh. 婆須密, sa. vasumitra, cũng gọi là Thế Hữu)
8. Phù-đà-nan-đề (zh. 浮陀難提, sa. buddhanandi, hoặc Phật-đà-nan-đề 佛陀難提)
9. Phù-đà-mật-đa (zh. 浮陀密多, sa. buddhamitra, hoặc Phật-đà-mật-đa 佛陀密多)
10. Bà-lật-thấp-bà (zh. 婆栗濕婆, sa. pārśva, cũng gọi là Hiếp tôn giả 脅尊者)
11. Phú-na-dạ-xa (zh. 富那夜奢, sa. puṇayaśa)
12. A-na-bồ-đề (zh. 阿那菩提, sa. ānabodhi, hoặc Mã Minh 馬鳴, sa. aśvaghoṣa)
13. Ca-tì-ma-la (zh. 迦毘摩羅, sa. kapimala)
14. Long Thụ (zh. 龍樹, sa. nāgārjuna, cũng gọi Na-già-hạt-thụ-na 那伽閼樹那)
15. Ka-na-đề-bà (zh. 迦那提婆, sa. kāṇadeva, hoặc ngắn là Đề-bà 提婆, hoặc Thánh Thiên, sa. āryadeva)
16. La-hầu-la-đa (zh. 羅睺羅多, sa. rāhulabhadra)
17. Tăng-già-nan-đề (zh. 僧伽難提, sa. saṃghanandi)
18. Tăng-già-xá-đa (zh. 僧伽舍多, sa. saṃghayathata)
19. Cưu-ma-la-đa (zh. 鳩摩羅多, sa. kumāralāta)
20. Xà-dạ-đa (zh. 闍夜多, sa. śayata)
21. Thế Thân (zh. 世親, sa. vasubandhu, hoặc Thiên Thân 天親, Bà-tu-bàn-đầu 婆:|)
22. Ma-noa-la (zh. 摩拏羅, sa. manorata)
23. Cưu-lặc-na (zh. 鳩勒那, sa. haklenayaśa, hoặc Hạc-lặc-na 鶴勒那)
24. Sư Tử Bồ-đề (zh. 師子菩提, sa. siṃhabodhi)
25. Bà-xá-tư-đa (zh. 婆舍斯多, sa. baśaṣita)
26. Bất-như-mật-đa (zh. 不如密多, sa. puṇyamitra)
27. Bát-nhã-đa-la (zh. 般若多羅, sa. prajñādhāra)
28. Bồ-đề-đạt-ma (zh. 菩提達磨, sa. bodhidharma)

### Thiền tông tại Trung Hoa
1. Bồ-đề-đạt-ma (zh. 菩提達磨, sa. bodhidharma)
2. Nhị Tổ Huệ Khả (zh. 二祖慧可, Tổ thứ 29)
3. Tam Tổ Tăng Xán (zh. 三祖僧璨, Tổ thứ 30)
4. Tứ Tổ Đạo Tín (zh. 四祖道信, Tổ thứ 31)
5. Ngũ Tổ Hoằng Nhẫn (zh. 五祖弘忍, Tổ thứ 32)
6. Lục Tổ Huệ Năng (zh. 六祖慧能, Tổ thứ 33)

### Việt ngữ
- Từ điển Thiền tông Hán Việt. Hân Mẫn & Thông Thiền biên dịch. Thành phố Hồ Chí Minh 2002.

### Ngoại ngữ
- Fo Guang Ta-tz'u-tien 佛光大辭典. Fo Guang Ta-tz'u-tien pien-hsiu wei-yuan-hui 佛光大辭典編修委員會. Taipei: Fo-kuang ch'u-pan-she, 1988. (Phật Quang Đại Từ điển. Phật Quang Đại Từ điển biên tu uỷ viên hội. Đài Bắc: Phật Quang xuất bản xã, 1988.)
- Das Lexikon der Östlichen Weisheitslehren, Bern 1986.
- Dumoulin, Heinrich:

Geschichte des Zen-Buddhismus I. Indien und China, Bern & München 1985.
Geschichte des Zen-Buddhismus II. Japan, Bern & München 1986.
- Schumann, H.W.: Mahāyāna-Buddhismus. Die zweite Drehung des Dharma-Rades, München 1990.
- The essence of ZEN—Mark Levon Byrne—Barnes & Noble—ISBN 0760731756
- ZEN—Martine Batchelor—First Directions—ISBN 0007110162
- ZEN made easy—Timothy Freke—A Godsfield Book—ISBN 0806999217
- ZEN Wisdom—Timothy Freke—Sterling—ISBN 0806999772
- The House of Lin-chi Lưu trữ ngày 18 tháng 9 năm 2005 tại Wayback Machine
- The Koan in Zen Buddhism